# Zajača
Zajača (cyr. Зајача) – wieś w Serbii, w okręgu maczwańskim, w mieście Loznica. W 2011 roku liczyła 582 mieszkańców.